# 2010年5月16日月掩金星
2010年5月16日，出現一次月掩金星事件。月掩金星將會在晚上7時37分開始，並於8時01分結束，只需清楚看見西北偏西天空，便可觀看這次月掩金星事件。
上一次香港於1951年10月27日出現月掩金星事件，下一次香港將會在2023年3月24日出現。